# Lethocerus americanus
Espèce
Lethocerus americanus (le léthocère d'Amérique), est une espèce d'insectes aquatiques de la famille des Belostomatidae, de la sous-famille des Lethocerinae. À maturité, cette punaise d'eau géante a une taille variant entre 55 et 65 mm.

## Habitat
Cette espèce se rencontre dans les mares, lacs et marais des États-Unis et du sud du Canada.

## Alimentation
Prédatrice, elle se nourrit d'amphibiens, de poissons, d'insectes, de crustacés et d'escargots. Les reptiles peuvent également faire partie de son alimentation. Elle n'attaquera pas l'être humain si elle n'est pas dérangée, en revanche, sa piqûre peut s'avérer très douloureuse si on cherche à l'attraper, car elle n'hésitera pas à se défendre si elle se sent en danger.